# Lok-Sabha-Wahlkreis Bijapur
Der Lok-Sabha-Wahlkreis Bijapur ist ein Wahlkreis bei den Wahlen zur Lok Sabha, dem Unterhaus des indischen Parlaments. Er liegt im Bundesstaat Karnataka und umfasst den Distrikt Vijayapura (Bijapur).
Der Wahlkreis ist für Kandidaten aus unteren Kasten (Scheduled Castes) reserviert. Bei der letzten Wahl zur Lok Sabha waren 1.622.635 Einwohner wahlberechtigt.

## Letzte Wahl
Die Wahl zur Lok Sabha 2014 hatte folgendes Ergebnis:
| Kandidat                | Partei                | Stimmen |
| ----------------------- | --------------------- | ------- |
| Ramesh Jigajinagi       | BJP                   | 48,8 %  |
| Prakash Kubasing Rathod | INC                   | 41,6 %  |
| K. Shivram              | JD(S)                 | 6,0 %   |
| Sonstige                | Sonstige              | 2,7 %   |
| Keiner der Kandidaten   | Keiner der Kandidaten | 0,9 %   |

## Wahl 2009
Die Wahl zur Lok Sabha 2009 hatte folgendes Ergebnis:
| Kandidat                         | Partei   | Stimmen |
| -------------------------------- | -------- | ------- |
| Ramesh Jigajinagi                | BJP      | 47,6 %  |
| Prakash Kubasing Rathod          | INC      | 41,0 %  |
| Vilasababu Basalingappa Almelkar | JD(S)    | 5,1 %   |
| Narasappa Tippanna Bandiwaddar   | SKP      | 1,0 %   |
| Sonstige                         | Sonstige | 5,3 %   |

## Bisherige Abgeordnete
| Wahl  | Name                              | Partei | Stimmen |
| ----- | --------------------------------- | ------ | ------- |
| 1967  | G. D. Patil                       | SWA    | 47,2 %  |
| 1968* | G. B. D. Kadappa                  | INC    | 60,8 %  |
| 1971  | Bhimappa Ellappa Choudhari        | INC    | 58,9 %  |
| 1977  | Kalingappa Bhimanna Choudhari     | INC    | 51,5 %  |
| 1980  | Kalingappa Bhimanna Choudhari     | INC(I) | 44,4 %  |
| 1984  | Shivashankareppa Mallappa Guraddi | JNP    | 47,3 %  |
| 1989  | Basagondappa Kadappa Gudadinni    | INC    | 51,1 %  |
| 1991  | Basagondappa Kadappa Gudadinni    | INC    | 44,6 %  |
| 1996  | Basangouda Rudragouda Patil       | JD     | 35,7 %  |
| 1998  | Mallanagouda Basanagouda Patil    | INC    | 39,8 %  |
| 1999  | Basanagouda Ramangouda Patil      | BJP    | 46,7 %  |
| 2004  | Basangouda Ramangouda Patil       | BJP    | 43,6 %  |
| 2009  | Ramesh Jigajinagi                 | BJP    | 47,6 %  |
| 2014  | Ramesh Jigajinagi                 | BJP    | 48,8 %  |

*) Nachwahl

## Wahlkreisgeschichte
Der Wahlkreis Bijapur besteht seit der Lok-Sabha-Wahl 1967. Vorgängerwahlkreis war der Wahlkreis Bijapur North. Bis 1973 gehörte der Wahlkreis zum Bundesstaat Mysore, ehe dieser in Karnataka umbenannt wurde.